# ガーヴァー男爵
ガーヴァー男爵（ガーヴァーだんしゃく、英: Baron Garvagh）は、アイルランド貴族の爵位。1818年に創設された。

## 歴史
政治家で首相ジョージ・カニング(1770–1827)の従弟にあたるジョージ・カニング(1778–1840)はトーリー党所属庶民院議員を務め、1818年10月28日にアイルランド貴族であるロンドンデリー県ガーヴァーにおけるガーヴァー男爵に叙された。1800年合同法の施行以降、新しいアイルランド貴族爵位の創設には既存の爵位が3つ廃絶する必要があり、ブルームフィールド男爵位の創設はベルヴェディア伯爵、ハウ子爵、カラン男爵の廃絶を根拠とした。初代男爵は叙爵以降、ロンドンデリー統監も務めた。
4代男爵レオポルド・アーネスト・ストラトフォード・ジョージ・カニング(1878–1956)は1923年にイギリスファシスト党を設立して、党首を務めたことで知られる。
2019年現在の当主は4代男爵の孫にあたる6代男爵スペンサー・ジョージ・ストラトフォード・ド・レッドクリフ・カニング(1953–)である。

## ガーヴァー男爵（1818年）
- 初代ガーヴァー男爵ジョージ・カニング（1778年 – 1840年）
- 第2代ガーヴァー男爵チャールズ・ヘンリー・スペンサー・ジョージ・カニング（1826年 – 1871年）
- 第3代ガーヴァー男爵チャールズ・ジョン・スペンサー・ジョージ・カニング（1852年 – 1915年）
- 第4代ガーヴァー男爵レオポルド・アーネスト・ストラトフォード・ジョージ・カニング（英語版）（1878年 – 1956年）
- 第5代ガーヴァー男爵アレグザンダー・レオポルド・アイヴァー・ジョージ・カニング（1920年 – 2013年）
- 第6代ガーヴァー男爵スペンサー・ジョージ・ストラトフォード・ド・レッドクリフ・カニング（1953年 – ）

爵位の法定推定相続人は現当主の息子ストラトフォード・ジョージ・エドワード・ド・レッドクリフ・カニング（1990年 – ）である。その推定相続人はいない。